# 스티브 포카로
스티브 포카로(Steve Porcaro, 1957년 9월 2일~)는 미국의 음악가이다. 제프 포카로와 마이크 포카로의 동생으로, 1976년부터 1987년까지 토토의 일원으로 활동하였다. 2010년 토토에 재합류하였다.